# 潘普洛納 (西班牙)
潘普洛納（西班牙語：Pamplona，西班牙語發音：[pamˈplona]，也譯作旁普羅納或龐普羅納，巴斯克語發音：[iɾuɲa]，伊鲁尼亚）是西班牙北部納瓦拉自治區的首府，約有20萬人口，面積僅23平方公里。距離馬德里407公里。每年7月7日開始，為期八日的圣费尔明节就是於潘普洛納舉行。該節日始於1591年，每年都吸引數以十萬計的旅客來觀光。美国著名作家海明威曾經在小說《太陽依舊升起》中描述奔牛節的盛況，在城內有一尊海明威的青銅雕像。

## 历史
潘普洛纳最初是一个位于山谷和溪流中的聚居地， 原名Iruña，在巴斯克语中意为城市。大约在公元前75年，与塞多留残部作战的庞培在此地建立起罗马军事基地，并赐予其Pompaelo的名字，也就是现代西班牙语中的Pamplona。当罗马帝国逐渐衰亡之后，西哥特王国占领了该地并在公元418年至711年间实行着统治。后来摩尔人取代了西哥特王国占领该地，但也常在战斗后将统治权输给查理大帝。由于处于西班牙和法国的交界处，此后的潘普洛納基本是作为一个军事要塞而存在的。10世纪中，它成为纳瓦拉王国的首都。第11世纪时，由于前往加利西亚圣地亚哥朝圣的信徒都要经过此地，潘普洛納的经济逐渐繁华起来，并由此引入了欧洲大陆的文化。1423年，两个在该城附近成立的自治城也被合并进来组成一个新的城市。16世纪后，随着上纳瓦拉并入西班牙，该市也成为西班牙的自治市。在西班牙国王菲利普二世的领导下，该城被现代化装备武装起来。然而在1808年，拿破仑仍然占领了该地达5年之久。在1841年的卡洛斯战争之后，该城成为纳瓦拉省的首府。1915年，为了获取进一步的发展空间，城市的部分城墙被拆除。

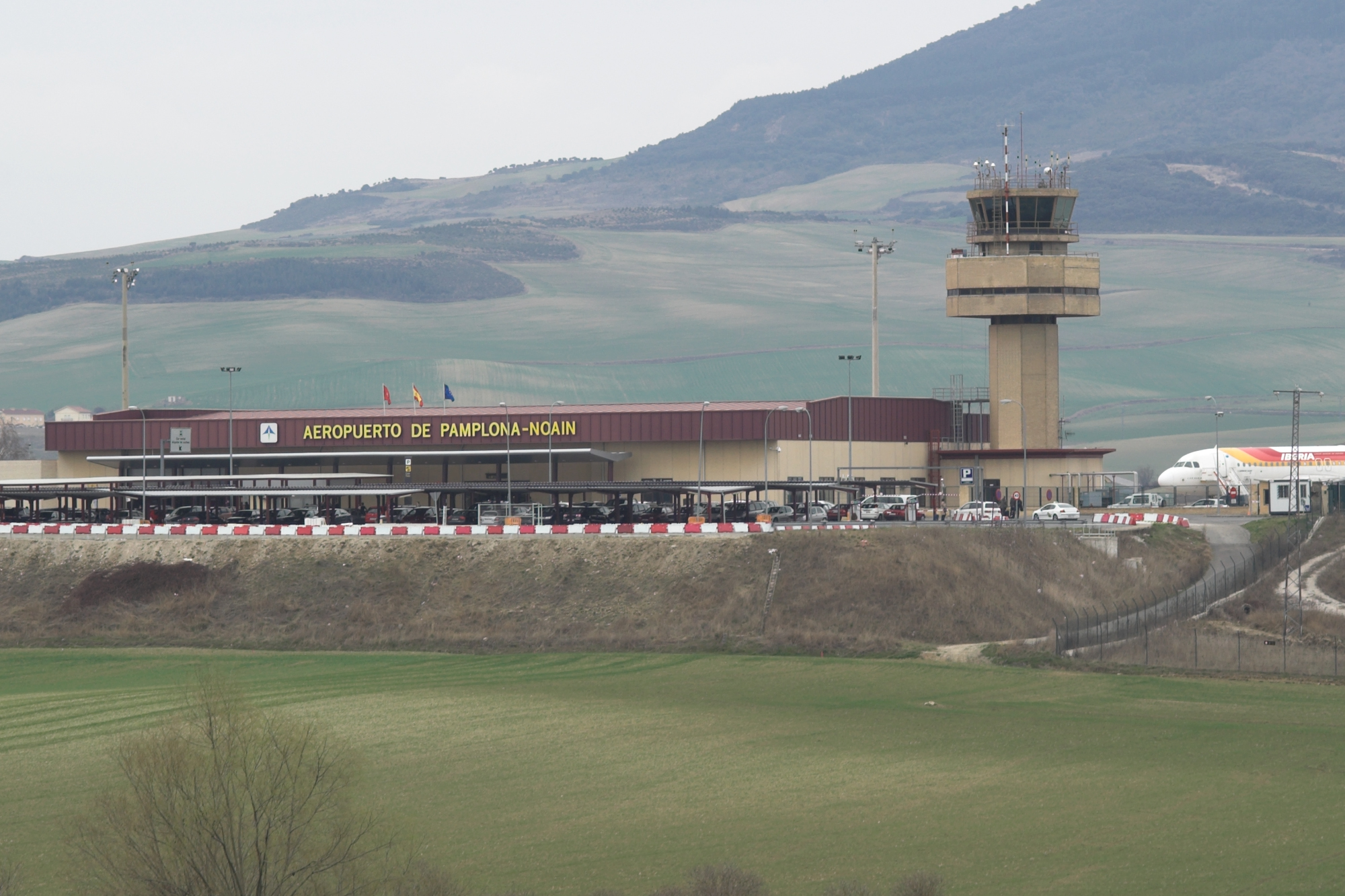
机场

## 交通
- 市外：潘普洛纳机场(IATA编号：PNA）位于城市西北方6公里处，兼具客运和货运功能，主要航线为潘普洛纳往返马德里及巴塞罗那。2005年，该机场的年吞吐量为34万名乘客和380吨货物。[5]铁路和公路交通也很发达，每天都有若干班次列车和长途客车往来于潘普洛纳及西班牙各大城市之间。[6]A-15高速公路，N-111、N-121、N-240等多条道路都通向该市。
- 市内：市内公共交通主要依靠公交和出租车，由于老城区内许多景点距离很近，游人有时只要步行便可到达。该市也提供全西班牙联网的租车服务，也就是说不必将租来的车归还至借车时所在的城市。在圣菲尔明节期间，内城禁止车辆通行，但可以将车辆免费停靠在指定的街道上。[7]

## 经济

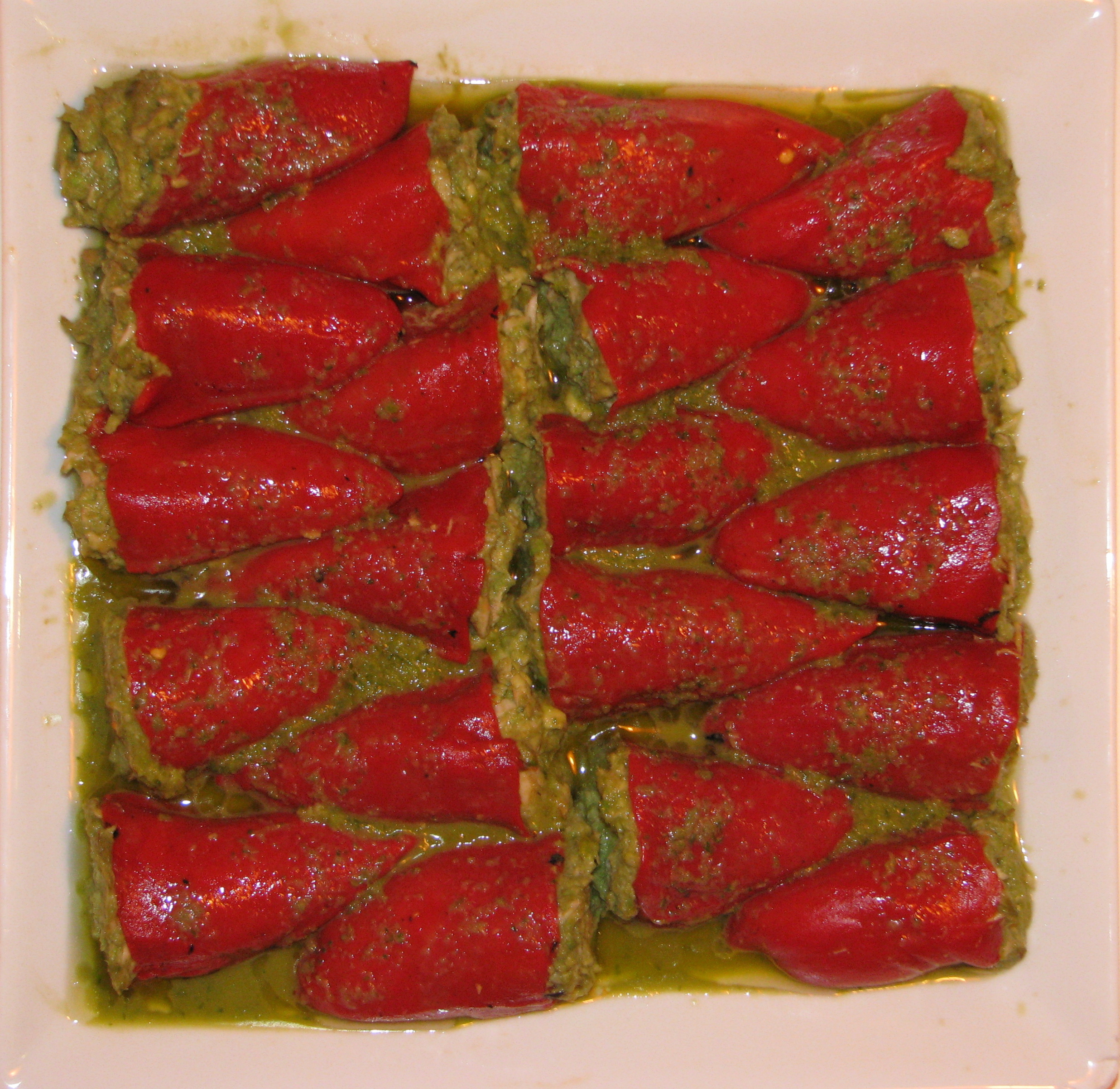
Piquillo红椒

该市的主要重工业为位于城市西部的大众汽车制造厂，该厂每年生产约24万辆波罗型汽车，雇佣着4000名员工。城市其他的经济系统则围绕着旅游行业，包括餐饮、旅店住宿、商业等。需要注意的是，由于商店有午间休息的习惯，因此下午1点30至5点期间不适合上街购物。近年来该城也开始向可再生能源产业发展，如风力发电。得益于滨海位置，该地区的风速有时可达每小时110公里。

## 饮食
潘普洛纳的烹饪具有典型的纳瓦拉地区风格。由于靠近海洋，又处于群山、溪流环抱之中，该地的烹饪兼具海洋和内陆风格。同时又因为处于西班牙和法国的交接地，地中海风味和法式风味都在本地菜肴中有所体现。本地常见的食材包括三文鱼、鳕鱼、金枪鱼、鳟鱼、羊肉、羊奶奶酪，传统的西班牙生火腿。瓜果蔬菜则有桃、梨、芦笋、豆类，以及著名的西班牙Pimientos del Piquillo红辣椒。本地也出产红酒。典型的菜肴包括烤豆、猪肉香肠、油浸鳕鱼、T骨牛排、油炸火腿等。

## 气候
得利于靠近大海，该市的气候总体上比较温和。只是有时季节点变换会比较突然，特别是在冬天到春天和夏天结束之时。全年最热之时在8月，气温有时可达35摄氏度。最低平均气温在一月，最冷时大约接近0摄氏度。
| 潘普洛纳           | 潘普洛纳   | 潘普洛纳    | 潘普洛纳    | 潘普洛纳    | 潘普洛纳    | 潘普洛纳    | 潘普洛纳    | 潘普洛纳    | 潘普洛纳    | 潘普洛纳    | 潘普洛纳    | 潘普洛纳   | 潘普洛纳    |
| 月份               | 1月        | 2月         | 3月         | 4月         | 5月         | 6月         | 7月         | 8月         | 9月         | 10月        | 11月        | 12月       | 全年        |
| ------------------ | ---------- | ----------- | ----------- | ----------- | ----------- | ----------- | ----------- | ----------- | ----------- | ----------- | ----------- | ---------- | ----------- |
| 平均高温 °C（°F）  | 8.9 (48.0) | 11.1 (52.0) | 14.0 (57.2) | 15.5 (59.9) | 19.8 (67.6) | 23.9 (75.0) | 27.6 (81.7) | 27.8 (82.0) | 24.4 (75.9) | 18.7 (65.7) | 12.8 (55.0) | 9.7 (49.5) | 17.8 (64.0) |
| 日均气温 °C（°F）  | 5.0 (41.0) | 6.5 (43.7)  | 8.6 (47.5)  | 10.2 (50.4) | 14.0 (57.2) | 17.5 (63.5) | 20.7 (69.3) | 20.9 (69.6) | 18.0 (64.4) | 13.6 (56.5) | 8.6 (47.5)  | 6.0 (42.8) | 12.5 (54.5) |
| 平均低温 °C（°F）  | 1.2 (34.2) | 1.9 (35.4)  | 3.3 (37.9)  | 4.9 (40.8)  | 8.2 (46.8)  | 11.2 (52.2) | 13.7 (56.7) | 14.0 (57.2) | 11.7 (53.1) | 8.4 (47.1)  | 4.3 (39.7)  | 2.4 (36.3) | 7.1 (44.8)  |
| 平均降水量 mm（）  | 63 (2.5)   | 52 (2.0)    | 52 (2.0)    | 77 (3.0)    | 74 (2.9)    | 47 (1.9)    | 40 (1.6)    | 43 (1.7)    | 43 (1.7)    | 74 (2.9)    | 80 (3.1)    | 75 (3.0)   | 721 (28.4)  |
| 平均相對濕度（％） | 78         | 73          | 67          | 66          | 64          | 62          | 59          | 60          | 62          | 70          | 76          | 79         | 68          |
| 来源：             |            |             |             |             |             |             |             |             |             |             |             |            |             |

## 观光与娱乐

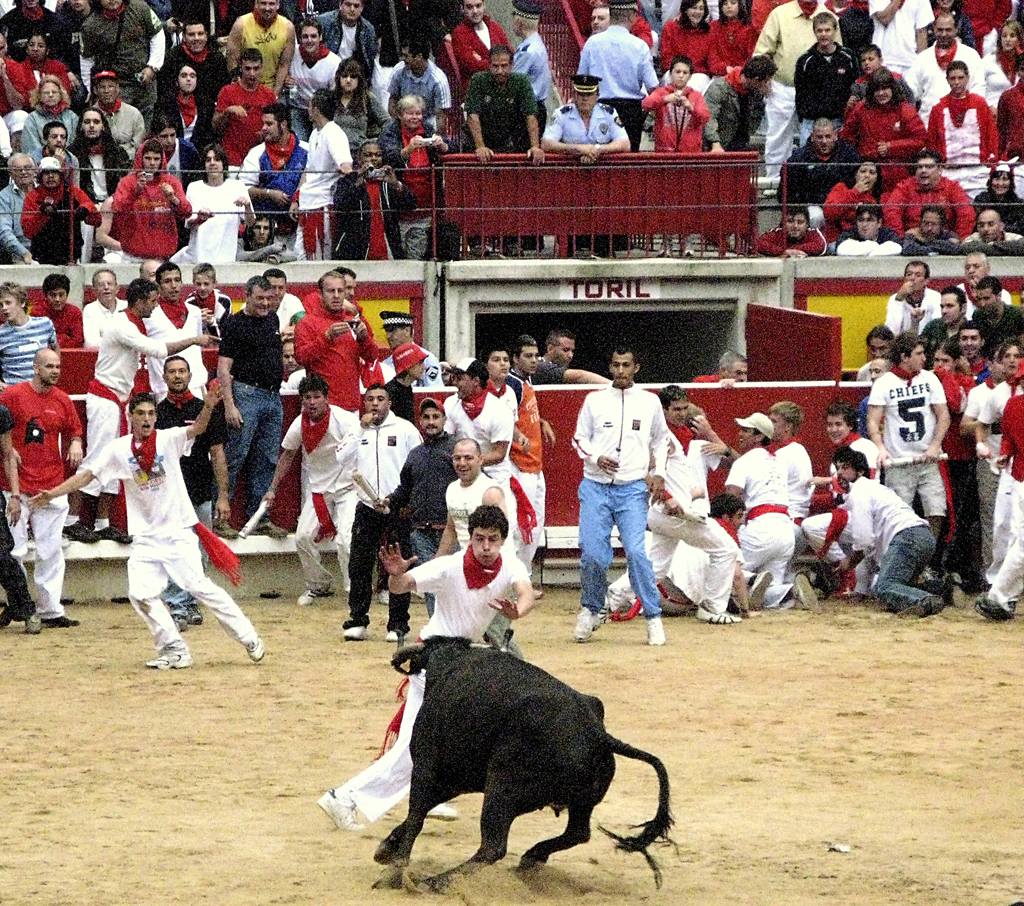
圣费尔明节的奔牛活动

潘普洛纳最吸引人的地方为每年7月6日至7月14日的圣菲尔明节，而节日的高潮则为每天早上8点开始的奔牛活动。虽然每年都有人在奔牛节上受伤乃至丧命，但这一疯狂的活动每年仍然吸引着全世界大量的观光客。城内还有许多绿地、广场及公园供游人和市民休憩活动。古建筑方面，城内有多座哥特风格的教堂，其中最宏伟的则是建于14世纪的圣母主教座堂。建于16世纪的城墙及其附属建筑则保留着文艺复兴时期的特点，而城市大厅和城内若干条街道则为巴洛克风格。爱好艺术的游客还可以在教区博物馆（Museo Diocesano）内找到更多的罗马和哥特时期的纳瓦拉地区艺术作品。由一座16世纪医院改建的纳瓦拉博物馆同样收藏了许多艺术、历史藏品。城内还有4座音乐厅、两座剧院和5座电影院，当然还有必不可少的鬥牛場，在街头也可以欣赏到纳瓦拉地区的特色音乐。除了圣菲尔明节以外，该城还有纪录片节和具有西班牙特色的三王节等节日。

## 姐妹城市
- 日本 山口市（1980年）
- 法國 巴约讷（1980年）
- 德国 帕德博恩（1992年）
- 哥伦比亚 潘普洛纳（1980年）

## 學術機構
- 纳瓦拉大学
- 纳瓦拉公立大学

## 城市景觀

潘普洛納 - Pamplona
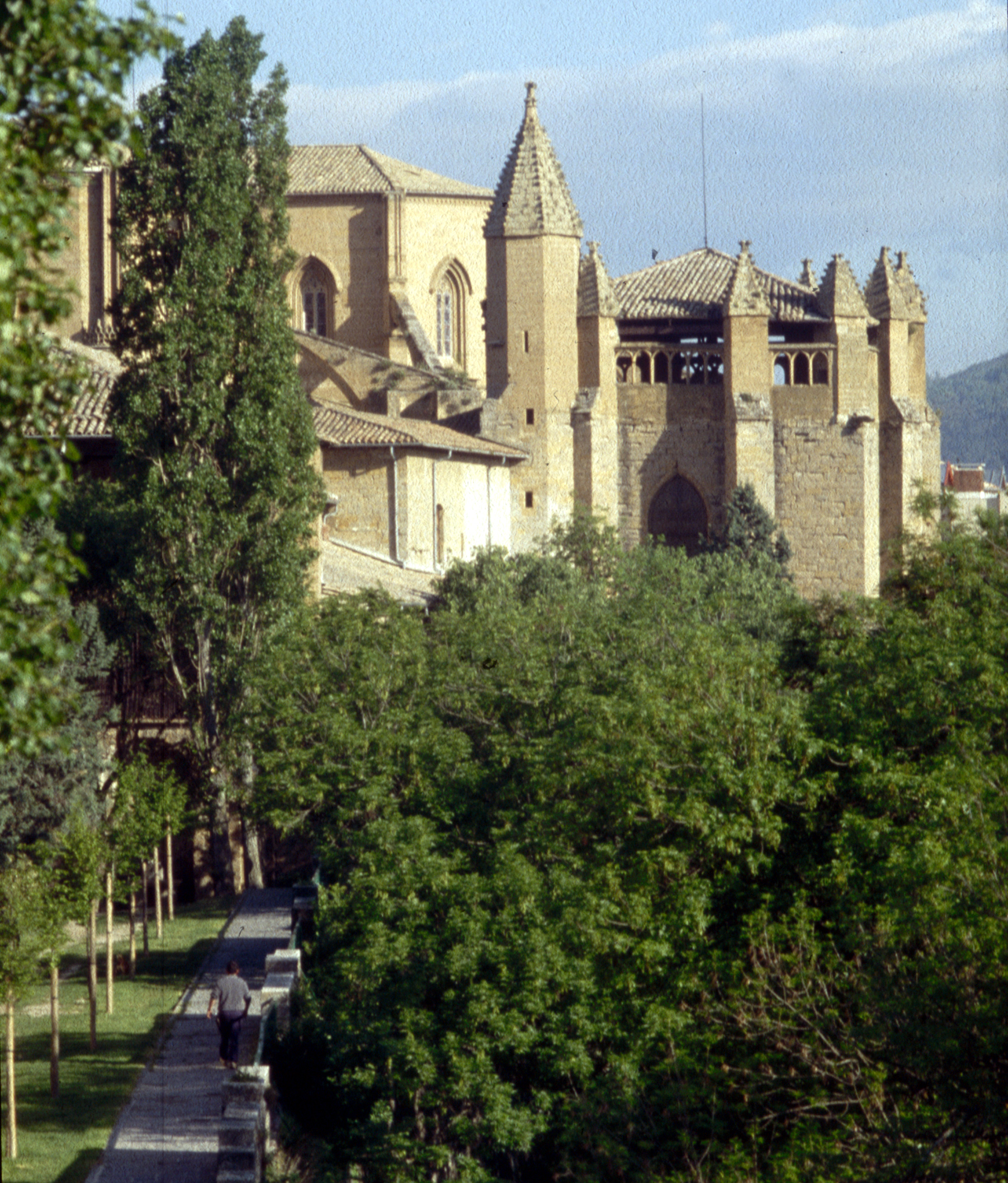
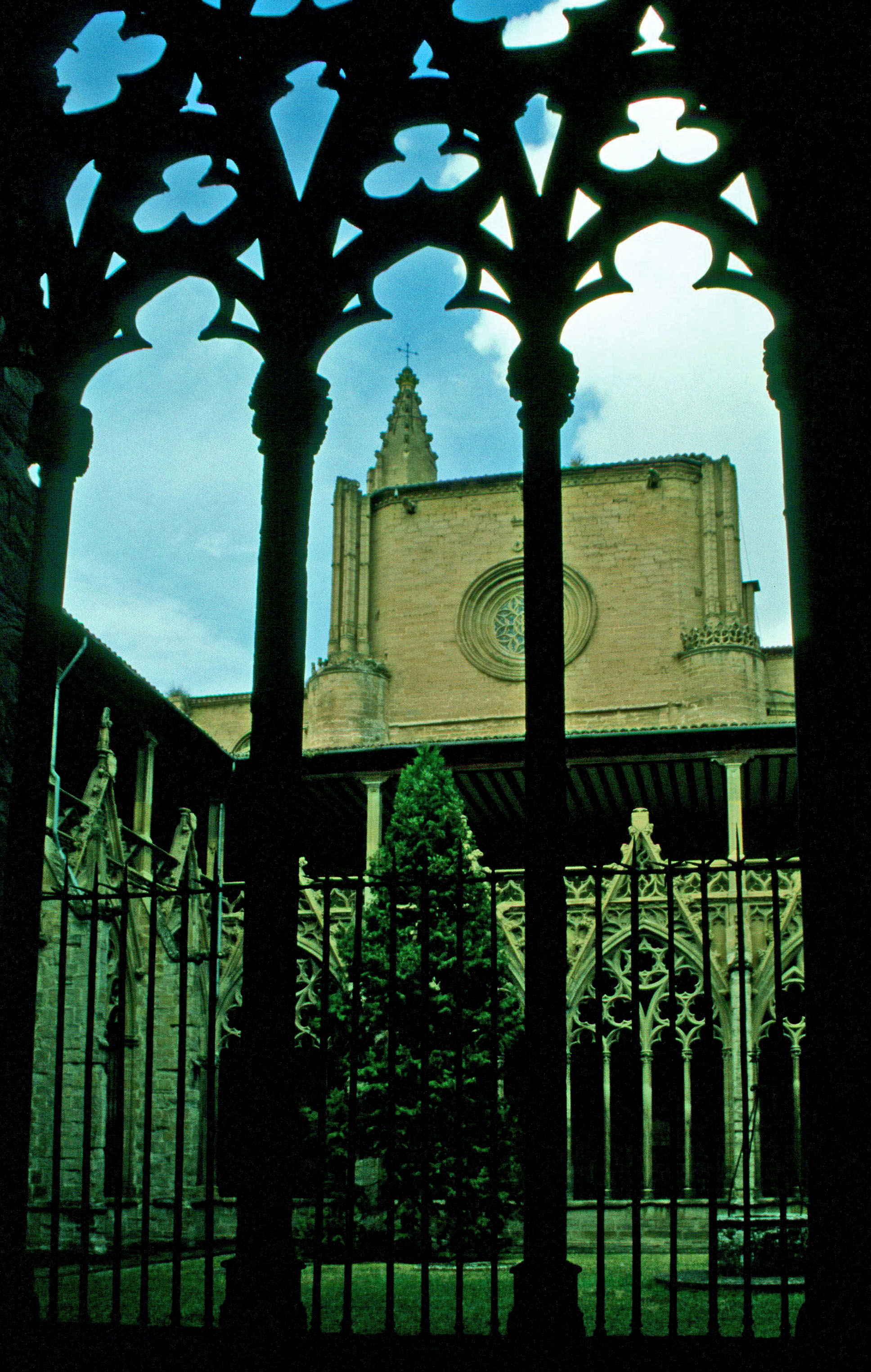
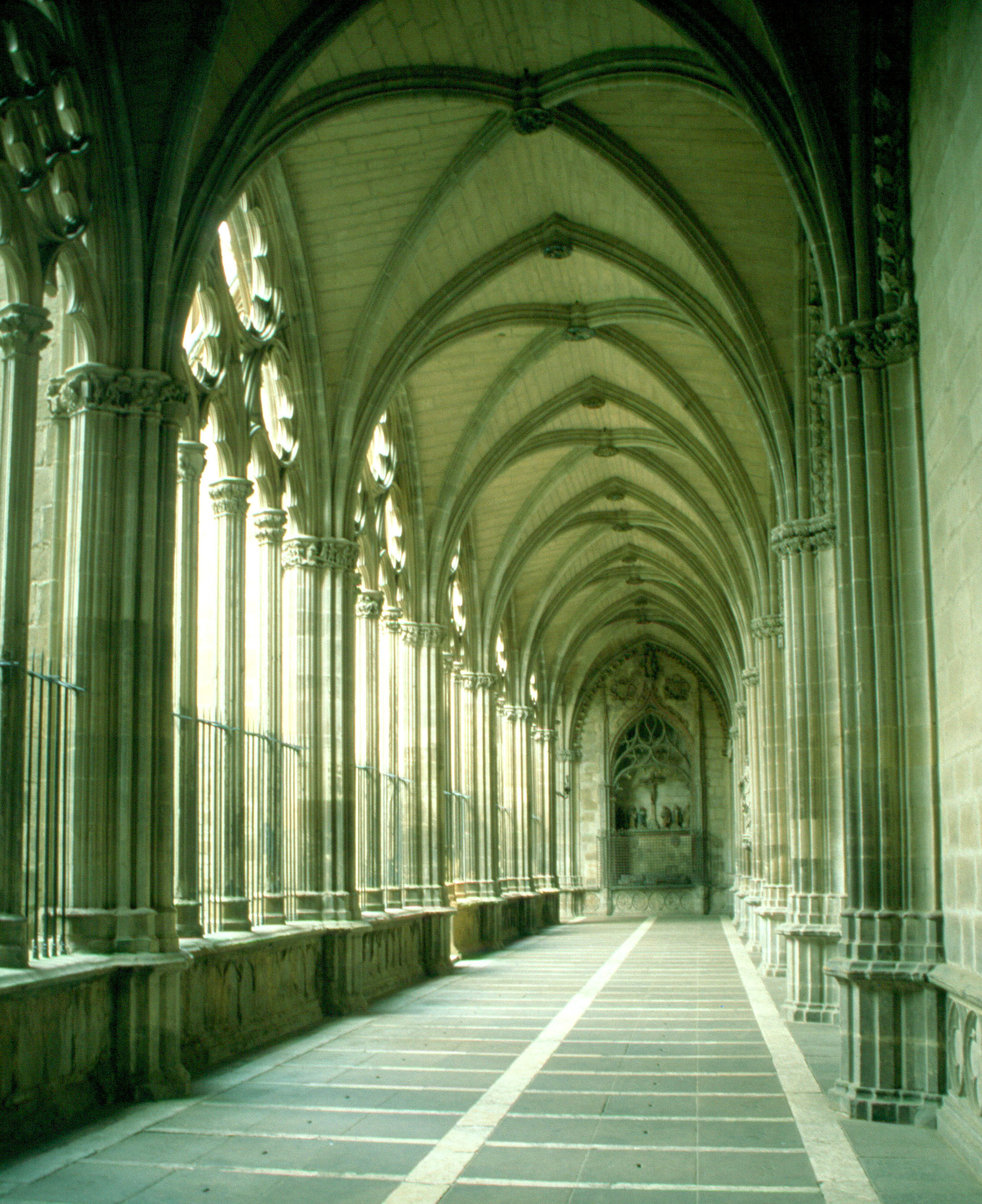
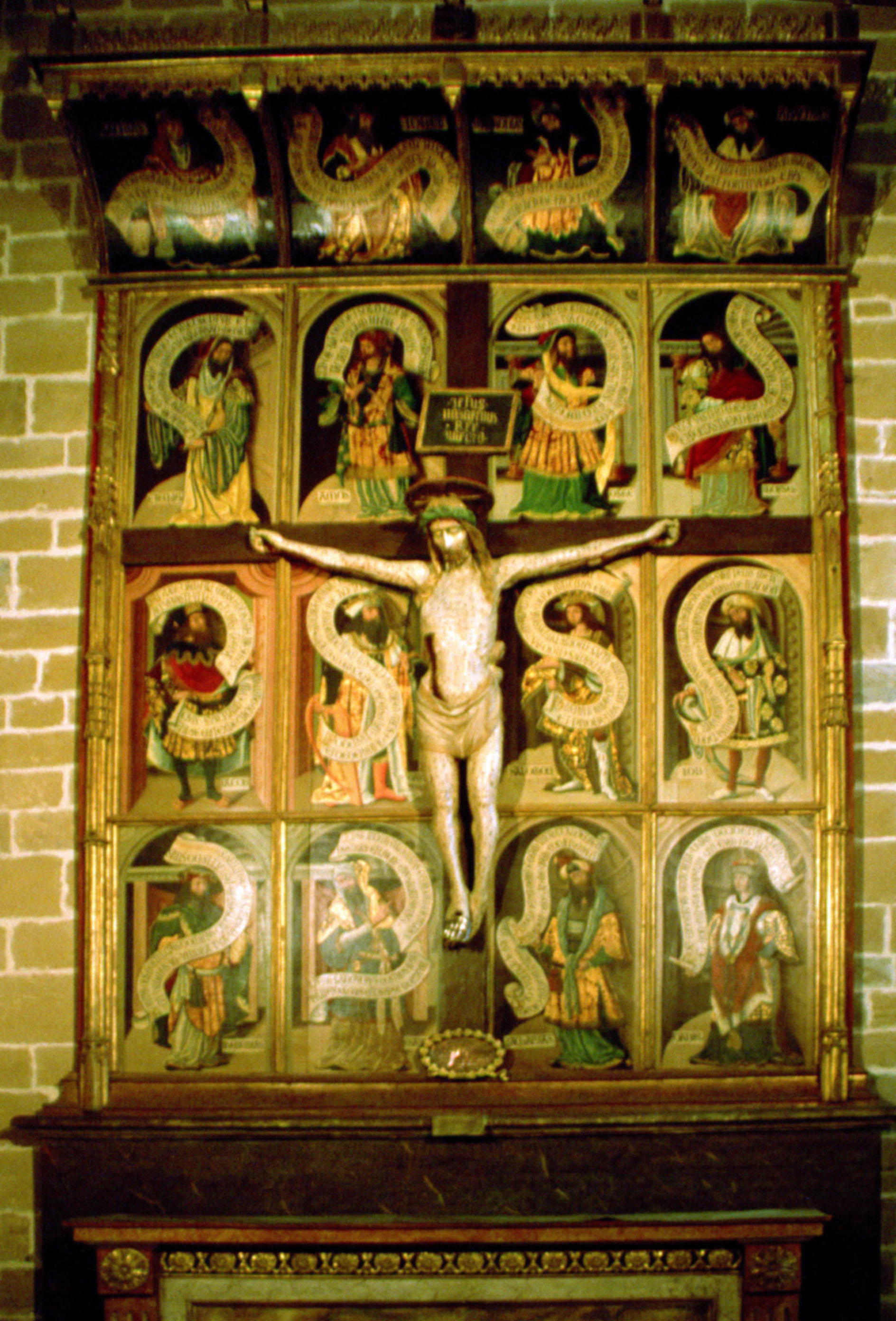
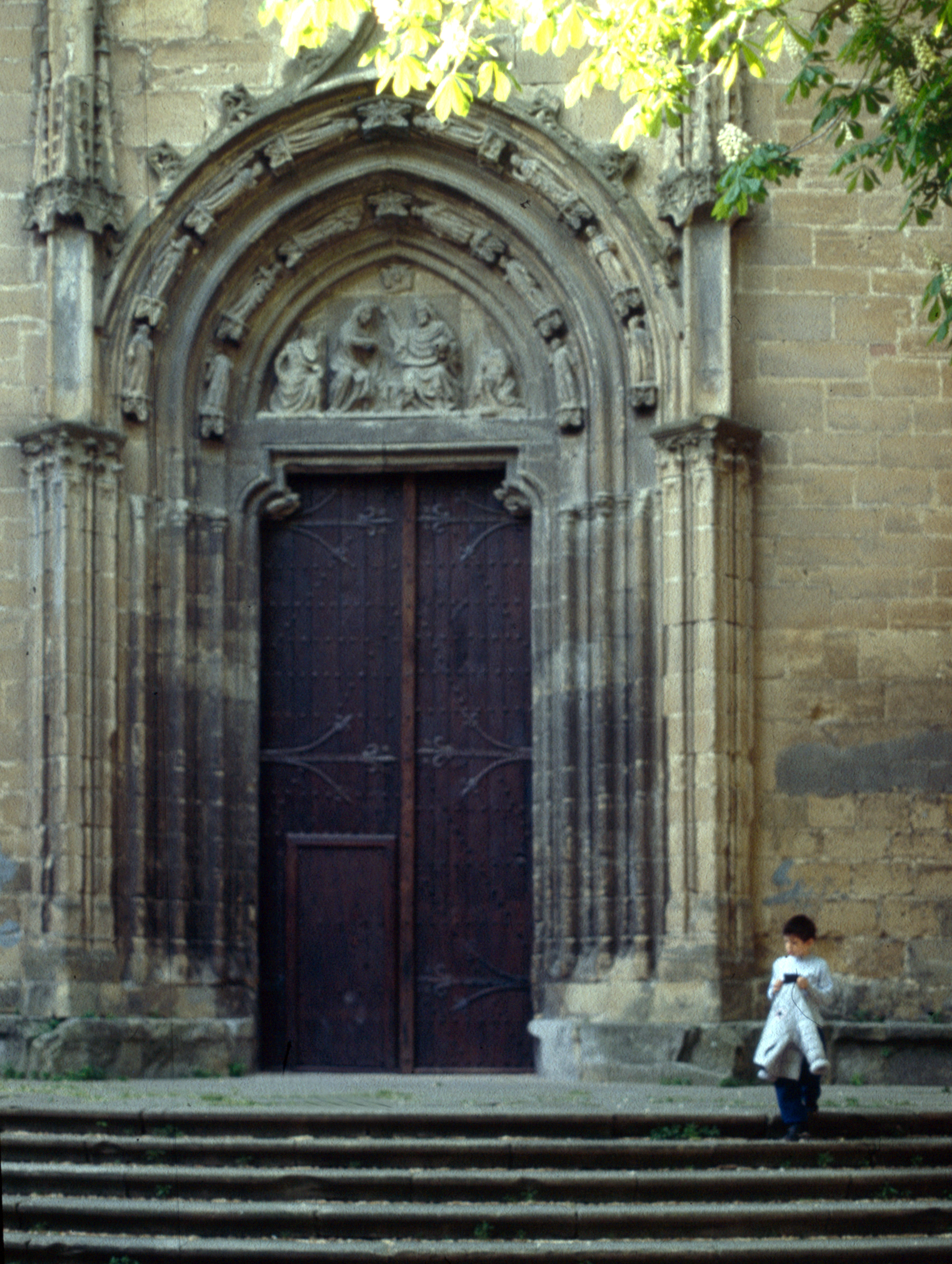
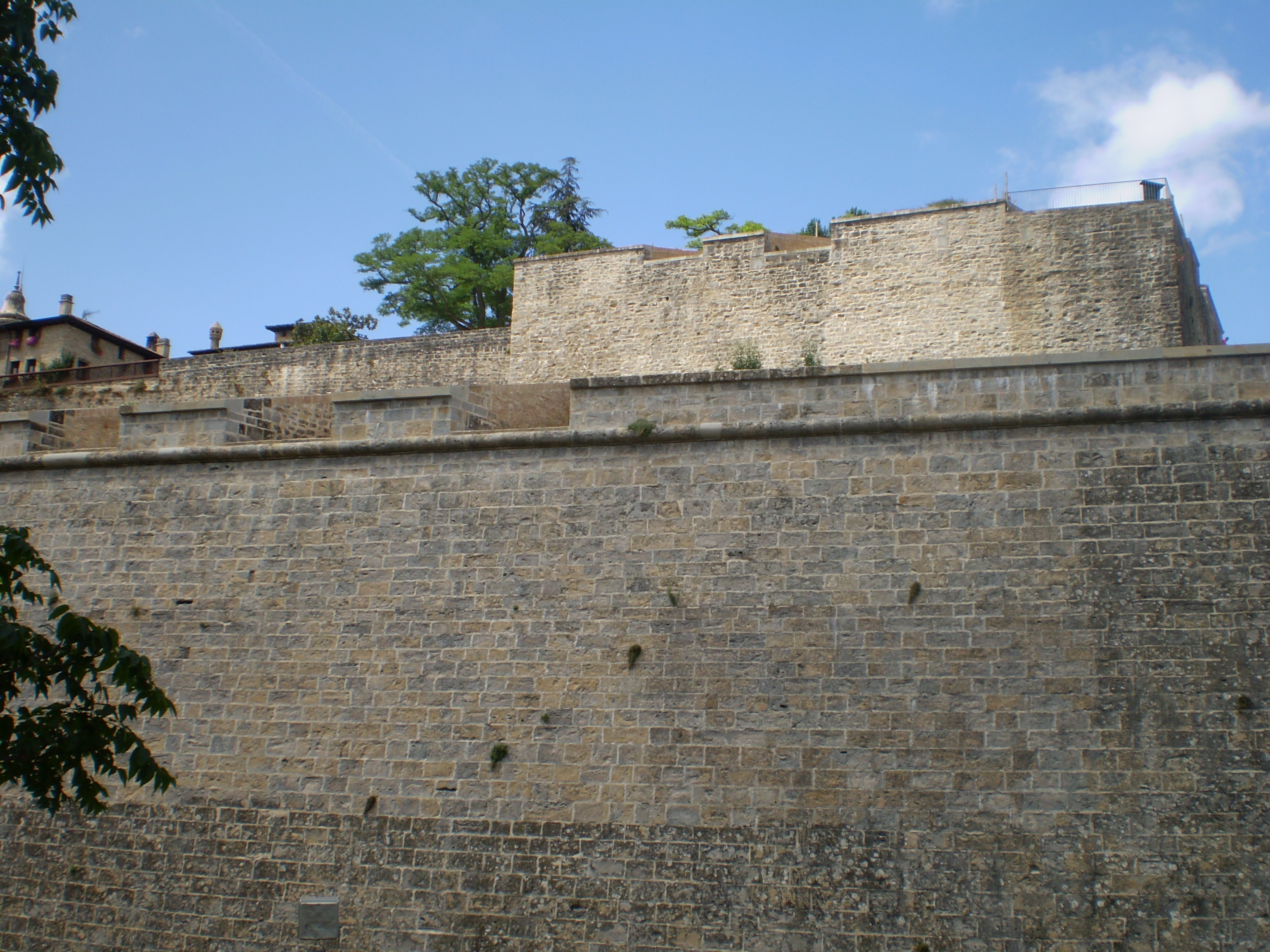
城市城墙
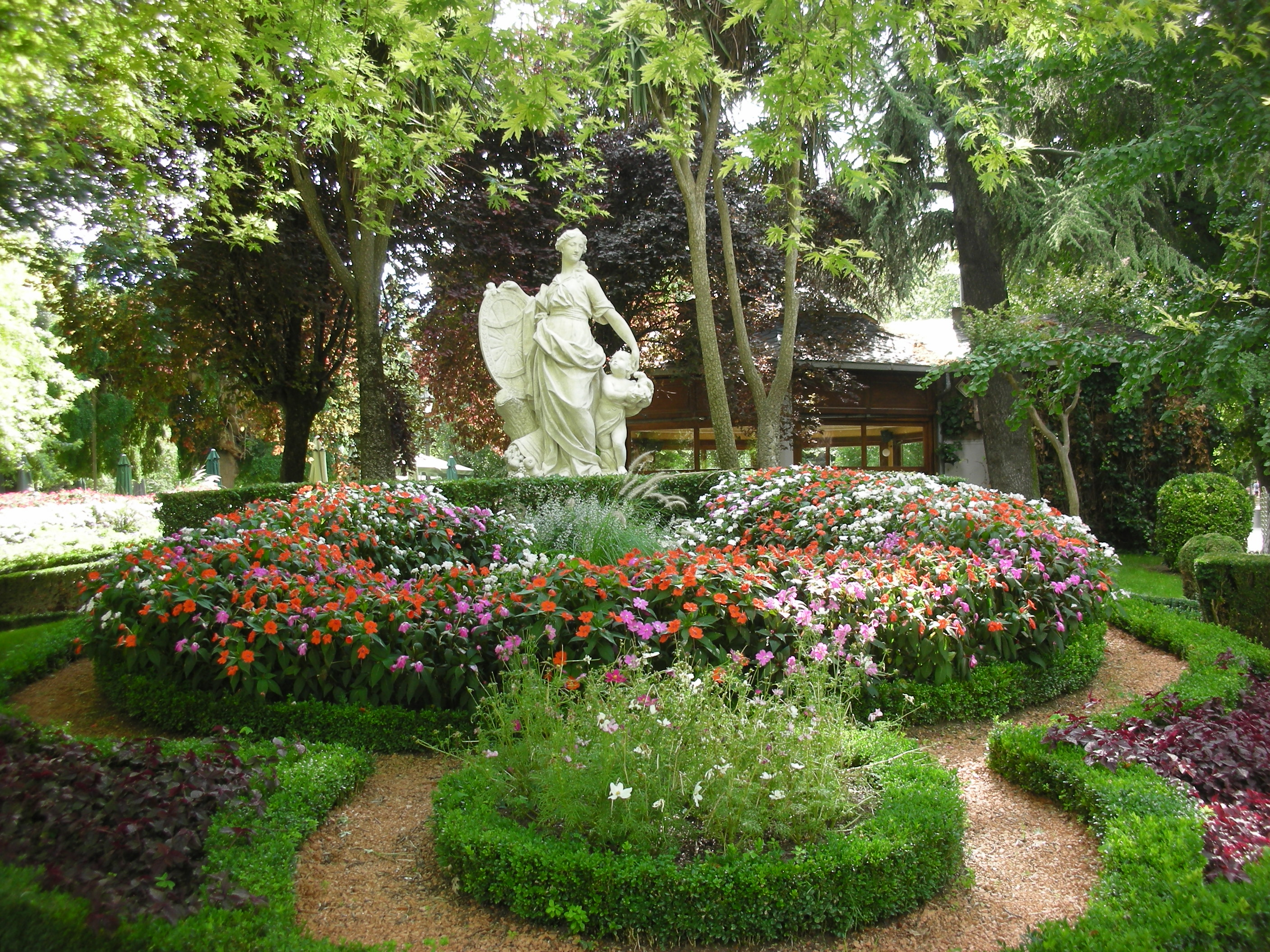
庭園

## 外部連結
- 潘普洛納市政府網址